# 星川未流来
星川 未流来（ほしかわ みるく）は、日本の女性声優。主にアダルトゲームに声をあてている。

## 出演
太字はメインキャラクター。

### 一般向OVA
- はるのあしおと The Movie 桜鈴奪還（2006年、桃園香）
- 黒と金の開かない鍵。（2013年、白木琴子）

### アダルトゲーム
2004年
- ときどきパクッちゃお!（レナ・シンクレア）
- はるのあしおと（桃園香）
- 六ツ星きらり（サキ）

2005年
- ANGEL TYPE（古坂有花）

2006年
- さくらのさくころ（桃園香）

2007年
- IZUMO3（獏）
- はっぴぃプリンセス（水澤夕菜）

2008年
- キスより甘くて深いもの（阿部美香）
- はっぴぃプリンセス アナザーフェアリーテール（水澤夕菜）
- ぴこぴこ 〜恋する気持の眠る場所〜（獅堂勇一）
- 媚肉の香り ネトリネトラレヤリヤラレ（三澤乙葉）

2009年
- 夏いろペンギン

2010年
- 黒と金の開かない鍵。（白木琴子）